# Пучеж
Пучеж (рус. Пучеж) град је у Русији у Ивановској области.

## Становништво
| 1939. | 1959. | 1970.  | 1979.  | 1989.  | 2002.  | 2010. |
| ----- | ----- | ------ | ------ | ------ | ------ | ----- |
| 7.300 | 9.293 | 12.308 | 12.926 | 12.712 | 10.345 | 8.583 |